# Elmar Edel
Elmar Edel (* 12. März 1914 in Ludwigshafen am Rhein; † 25. April 1997) war ein deutscher Ägyptologe und Hetithologe. Ab 1963 war er Ordinarius für Ägyptologie an der Universität Bonn.

## Leben und Wirken
Nach dem Abitur an einem Gymnasium in Würzburg studierte Elmar Edel Ägyptologie in Heidelberg bei Hermann Ranke und ab 1934 in Berlin bei Kurt Sethe und Hermann Grapow. Hethitologie studierte er in Berlin bei Hans Ehelolf.
Im Jahr 1937 bearbeitete er für die Deutsche Orientgesellschaft in der Vorderasiatischen Abteilung der Berliner Museen verschiedene hethitische Texte. Während dieser Zeit kam er mit der ägyptisch-hethitischen Korrespondenz in Kontakt. Dabei handelt es sich um Schriften zwischen Ägypten und Ḫattuša aus dem zweiten Jahrtausend v. Chr. 1941 wurde er in Berlin bei Hermann Grapow zum Doktor der Philosophie promoviert. Seine Dissertation trägt den Titel Untersuchungen zur Phraseologie der ägyptischen Inschriften des Alten Reiches.
Seine Habilitation erfolgte 1947 in Heidelberg. 1955 wurde er außerordentlicher Professor für Ägyptologie an der Universität Bonn, seit 1963 war er dort ordentlicher Professor. Elmar Edel und sein Team von der Universität Bonn untersuchten die Nekropole des Qubbet el-Hawa in den Jahren 1959 bis 1981 in 20 Feldkampagnen. Er dokumentierte systematisch die etwa 80 Felsgräber in ihren ober- wie unterirdischen Abschnitten mit allen epigraphischen Daten sowie den Funden und Befunden.
Er war ab 1953 korrespondierendes, seit 1960 ordentliches Mitglied des Deutschen Archäologischen Instituts Berlin und korrespondierendes Mitglied der Akademie der Wissenschaften zu Göttingen. 1970 wurde er ordentliches Mitglied der Rheinisch-Westfälischen Akademie der Wissenschaften Düsseldorf, 1977 korrespondierendes Mitglied des Institut d’Égypte in Kairo, 1979 korrespondierendes Mitglied der Österreichischen Akademie der Wissenschaften und 1982 ordentliches Mitglied der Accademia Mediterranea delle Science in Catania.
Elmar Edel war katholisch und ab 1948 mit Angelika Edel verheiratet.

## Schriften (Auswahl)
- Neue Keilschriftliche Umschreibungen ägyptischer Namen aus den Boghasköi-Texten. 1948.
- Die Reiseberichte des Harchuf (Hrw-hwff) in seinem Grab am Qubbet el-Hawa (34n). Berlin 1955.
- Altägyptische Grammatik. 2 Bände. Rom 1955–1964.
- Der geplante Besuch Hattusilis III. in Ägypten. 1960.
- Die Inschriften an den Jahreszeitenreliefs der „Weltkammer“ aus dem Sonnenheiligtum des Niuserre. 1961–1963.
- Altägyptische Fürstengräber bei Assuan. Ausgrabungen auf der Qubbet el-Hawa. Berlin 1966.
- Die Ortsnamenlisten aus dem Totentempel Amenophis III. 1966.
- Die Felsengräber der Qubbet el Hawa bei Assuan. 5 Bände. Wiesbaden 1967–1980.
- als Co-Autor: Textband zur Geschichte Israels. 2. Auflage. 1968.
- Beiträge zu den Inschriften des Mittleren Reiches in den Gräbern der Qubbet el-Hawa. Berlin 1971.
- Die Jahreszeitenreliefs aus dem Sonnenheiligtum des Königs Ne-userre. Band 1. 1974.
- Ägyptische Ärzte und ägyptische Medizin am Hethitischen Königshof. 1976.
- Die ägyptisch-hethitische Korrespondenz aus Boghazköi in babylonischer und hethitischer Sprache. Opladen 1994.
- Der Vertrag von Ramses II. von Ägypten und Hattusili III. Berlin 1997.
- Die Felsgräbernekropole der Qubbet el Hawa bei Assuan. I. Abteilung (Band 1–3) Die Architektur, Darstellung, Texte, archäologischer Befund und Funde der Gräber QH 24 - QH 209. Aus dem Nachlass verfasst und herausgegeben von Karl-J. Seyfried und Gerd Vieler. F. Schöningh, Paderborn 2008, ISBN 978-3-506-76343-3.